# Matthias Baron
Matthias Baron (* 17. August 1988) ist ein deutscher ehemaliger Fußballspieler, der zuletzt im Fürstentum Liechtenstein beim FC Vaduz unter Vertrag stand.

## Karriere
Baron begann mit dem Fußballspiel beim FV Brombach und schloss sich als C-Jugendlicher dem SV Weil an. Nach Abschluss der B-Jugend wechselte der Mittelfeldakteur im Sommer 2005 zum SC Freiburg, wo er in der Saison 2006/07 zu 21 Einsätzen in der A-Junioren-Bundesliga kam. Durch einen Schlüsselbeinbruch zurückgeworfen, kehrte er 2007 zum SV Weil zurück und spielte in der Folge in der Verbandsliga Südbaden. Dort entwickelte er sich zu einem der torgefährlichsten Mittelfeldspieler der Liga.

### FC Basel
Nach einem Freundschaftsspiel zwischen Weil und dem Schweizer Klub FC Basel erhielt er im Frühjahr vom damaligen Cheftrainer Thorsten Fink das Angebot, zum Schweizer Spitzenklub zu wechseln. Da der Transfer außerhalb der Transferfensters stattfand, war Baron bis zur Sommerpause nur für das U-21-Team der Basler in der 1. Liga spielberechtigt. Im Sommer 2010 rückte er in den Profikader auf und erhielt einen Ein-Jahres-Vertrag. Sein Debüt in der höchsten Schweizer Spielklasse, der Axpo Super League, gab er im ersten Rückrundenspiel des Jahres 2011 Auswärts gegen den FC Thun.
In der Saison 2010/2011 wurde Baron mit dem FC Basel Schweizer Meister, kam aber in der gesamten Spielrunde insgesamt nur auf 24 Spielminuten.

### FC Vaduz
Nach dem Meistertitel in Basel unterschrieb er für die Saison 2011/2012 einen Ein-Jahres-Vertrag mit dem liechtensteinischen Rekord-Cupsieger FC Vaduz, der zu dieser Zeit in der zweithöchsten Schweizer Spielklasse, der Challenge League, spielte. Sein Debüt für Vaduz gab er am 24. Juli 2011 im Spiel gegen St. Gallen, wobei er sein erstes Tor am 1. August im Heimspiel gegen FC Winterthur erzielte. Sein Vertrag wurde bis Ende 2014 verlängert.
Ab der Saison 2013/14 spielte Baron mit Vaduz in der höchsten Schweizer Fußball-Liga, der Super League. Durch Verletzungen zurückgeworfen, schaffte er es jedoch nur auf wenige Einsätze und musste zwischenzeitlich operiert werden. Der im Dezember 2014 auslaufende Vertrag wurde nicht verlängert, woraufhin Baron seine Karriere beendete.

### Erfolge
- Schweizer Meister: 2011